# Håkan Lindberg
Håkan Lindberg (ur. 24 maja 1898 w Joroinen, zm. 19 sierpnia 1966 w Helsinkach) – szwedzkojęzyczny fiński entomolog, specjalizujący się w hemipterologii i koleopterologii.

## Życiorys
Urodził się w 1989 roku w Joroinen. Jego ojcem był botanik i zoolog Harald Lindberg, bratem zaś entomolog Pär Harald Lindberg. W 1916 roku rozpoczął studiowanie biologii na Uniwersytecie Helsińskim. W 1926 roku został tam bakałarzem, w 1927 roku magistrem, a w 1939 roku doktoryzował się tam publikacją opisującą nowy gatunek wachlarzoskrzydłych, Elenchinus chlorionae, pasożytujący na piewikach z rodzaju Chloriona. W latach 1920–1936 nauczał historii naturalnej i geografii w różnych szkołach na terenie Helsinek. Od 1936 do 1946 roku był dyrektorem w Svenska Samskolan i Helsingfors. Od 1940 roku wykładał entomologię na Uniwersytecie Helsińskim, najpierw jako profesor nadzwyczajny, a od 1954 roku jako profesor zwyczajny. Odbywał liczne wyprawy entomologiczne do krajów śródziemnomorskich i Makaronezji.

## Praca naukowa
Lindberg jest autorem około 300 publikacji naukowych z zakresu entomologii. Specjalizował się systematyce, biogeografii, faunistyce i ekologii chrząszczy i pluskwiaków, zarówno różnoskrzydłych, jak i równoskrzydłych. Najbardziej znany jest z prac dotyczących fauny Wysp Kanaryjskich i Wysp Zielonego Przylądka. Oprócz publikacji naukowych napisał także popularyzatorską książkę De bortglömda öarna o Wyspach Zielonego Przylądka wydaną w 1955 roku.
W latach 1955–1966 był prezesem Entomologiska Föreningen i Helsingfors.
Jego zbiory zdeponowane zostały w Muzeum Zoologicznym w Helsinkach.